# Giv dem en Chance
Giv dem en Chance er en dansk dokumentarfilm fra 1948, der er instrueret af Hagen Hasselbalch og Per B. Holst efter manuskript af Hagen Hasselbalch.

## Handling
Filmen viser at det internationale hjælpearbejde kan give Europas tuberkuløse børn en chance, hvis dette hjælpearbejde blot støttes i sit hjemland. Filmen er udsendt i anledning af den store FN-insamling.